# Аландская социал-демократическая партия
 Аландская социал-демократическая партия  (швед. Ålands Socialdemokrater) — социал-демократическая политическая партия Аландских островов. На парламентских выборах 2007 года партия получила всего лишь 11,5 % голосов и 3 из 30 мест, однако удвоила своё представительство в 2011, а председатель партии заняла пост премьер-министра Аландов.
Партия была основана в 1971 году, а с 1986 года была ассоциацией рабочих Аландских островов. После провозглашения независимости Финляндии социал-демократы были ближе к Социал-демократической партии Швеции, чем к Социал-демократической партии Финляндии. После Второй мировой войны, социал-демократы боролись со сторонниками левого Демократического Союза народа Финляндии, который на некоторое время стал крупнейшей политической организацией острова.

## Выборы
| Год  | Депутаты | Голоса | Голоса |
| ---- | -------- | ------ | ------ |
| 1979 | 3        | 1,125  | 12,0 % |
| 1983 | 5        | 1,717  | 16,5 % |
| 1987 | 4        | 1,489  | 14,0 % |
| 1991 | 4        | 1,564  | 14,5 % |
| 1995 | 4        | 1,711  | 15,2 % |
| 1999 | 3        | 1,427  | 11,8 % |
| 2003 | 6        | 2,340  | 19,0 % |
| 2007 | 3        | 1,513  | 11,8 % |
| 2011 | 6        | 2,404  | 18,0 % |

| Год  | Депутаты | Голоса | Голоса |
| ---- | -------- | ------ | ------ |
| 1991 | --       | 940    | 10,1 % |
| 1995 | --       | 909    | 9,2 %  |
| 1999 | --       | 924    | 8,8 %  |
| 2003 | --       | 2,904  | 24,9 % |
| 2007 | --       | 1,607  | 14,4 % |
| 2011 | --       | 802    | 7,6 %  |

| Год  | Советники | Голоса | Голоса |
| ---- | --------- | ------ | ------ |
| 1995 | 13        | 1,491  | 13,1 % |
| 1999 | 10        | 1,332  | 10,9 % |
| 2003 | 18        | 1,967  | 15,7 % |
| 2007 | 14        | 1,703  | 12,8 % |
| 2011 | 18        |        |        |